# Generalstrejke
Generalstrejke (også storkonflikt) er en strejke, som omfatter alle, eller en meget stor del af alle, arbejdere på vigtige arbejdspladser i en by, et land eller et andet geografisk område. Oftest kræves at flere faggrupper strejker for at kalde det en generalstrejke.
Formålet med en generalstrejke kan være politisk, revolutionært eller økonomisk.
Den første generalstrejke i Danmark var Tømrerstrejken i 1794, hvor tømrerne i første omgang strejkede, mens 2.000 ud af de 2.700 københavnske håndværkersvende efterfølgende strejkede da 124 tømmersvende blev idømt fængsel.

## Generalstrejker/storkonflikter

### Verden
- Den britiske minearbejderstrejke 1984-85
- Minearbejderstrejkerne i Sovjetunionen i 1989
- Fløjlsrevolutionen. Under Fløjlsrevolutionen strejkede op mod 75% af befolkningen d. 27/11-1989 i to timer.[2]

### Danmark
- Tømrerstrejken i 1794
- Folkestrejken (1944)
- Storkonflikten i 1973
- Storkonflikten i 1998 (også kaldet "Gærkrisen")
- Overenskomstsstrejkerne i 2008